# Juanita McNeely
Juanita McNeely, née le 13 mars 1936 à Saint-Louis (Missouri) et décédée le 18 octobre 2023 à New York, est une artiste féministe américaine, connue pour ses œuvres illustrant l'expérience de la vie des femmes dans des peintures figuratives, des gravures, des collages et la céramique.
Elle représente en particulier des expériences féminines vécues comme douloureuses dans la société patriarcale, comme l'avortement, le viol et la menstruation. Ses problèmes de santé récurrents et ses compositions figuratives expressives ont suscité les comparaisons de la critique avec la peintre mexicaine Frida Kahlo.
Juanita McNeely a rappelé à plusieurs reprises à la fin de sa vie son engagement féministe, afin de transmettre son héritage artistique et militant aux générations futures : « Nous, les femmes, devons continuer la lutte pour conserver nos droits et faire en sorte que les enfants prennent le relais. ».

## Biographie

### Premières années et formation
Juanita McNeely est née à Saint-Louis, dans le Missouri, le 13 mars 1936. Elle est la fille de Robert et Alta McNeely,. Dans son enfance, elle passe du temps au Musée d'Art de Saint-Louis, où elle découvre des œuvres de Paul Gauguin, d'Henri Matisse et des expressionnistes allemands.
À l'âge de 15 ans, après avoir remporté une bourse pour une de ses peintures, McNeely décide de consacrer sa vie à l'art. Elle s'inscrit à la l'école d'art de l'Université Washington de Saint-Louis et commence à étudier. Sous l'œil attentif du peintre Werner Drewes, qui l'influence beaucoup, Juanita McNeely commence une formation rigoureuse en dessin et peinture, tant du point de vue de la composition que de la technique. Au cours de sa deuxième année, les professeurs de l'école l'autorisent à travailler sans modèles à sa demande, en raison de son excellente connaissance de l'anatomie,. Elle obtient son diplôme en 1959.
Après avoir été hospitalisée pendant un an au lycée pour des règles hémorragiques, Juanita McNeely est diagnostiquée d'un cancer au cours de sa première année universitaire. On lui donne alors entre trois et six mois d'espérance de vie,,. Ces maladies qui se déclarent précocement marquent son identité. Elle identifie ces expériences comme la raison pour laquelle elle n'a pas peur de parler des « choses qui ne sont pas nécessairement agréables ».
Un autre obstacle dans ces premières années formatrices est le sexisme que subit l'artiste dans le monde de l'art. Elle se rappellera plus tard qu'un professeur d'anatomie l'ait prise à part pendant le cours pour lui annoncer : « Écoute, tu ne réussiras jamais en tant qu'artiste... parce que tu es trop maigre et que tu n'as pas l'air d'un bon coup. ». Cette expérience a également contribué à l'émergence de thèmes féministe dans son travail.
Après une césure au Mexique en 1960, McNeely commence à étudier à la en:Southern Illinois University, où elle travaille sur un Happening avec l'artiste Allan Kaprow. Elle se rend ensuite à Chicago, où elle convainc l'Art Institute de lui donner du travail pendant qu'elle continue à peindre et à montrer son travail dans des expositions individuelles et collectives,.

### Carrière
Après son passage à la Southern Illinois University, Juanita McNeely part pour New York, où elle déménage en 1967 avec son mari en ouvrant un atelier dans l'East Village. En 1968, elle termine Woman's Psyche, une œuvre à plusieurs panneaux que l'artiste Sharyn Finnegan décrit comme une « vision tragique des règles ». L'écrivaine féministe Maryse Holder la décrit comme une image d'une « femme ordinaire, imprégnée de mystères primitifs » dans les « profondeurs de l'expérience féminine ».
À New York, la santé de McNeely se détériore alors qu'on lui découvre une autre tumeur. Parce qu’elle est enceinte et que l’avortement est alors illégal aux Etats-Unis, les médecins refusent de la soigner, au risque de mettre en danger le fœtus, lui proposant de laisser vivre le bébé et de se laisser mourir. Tentée par un avortement clandestin, un autre hôpital finit par accepter son opération. Cette épreuve et ce manque de contrôle sur son propre corps ont alimenté le féminisme de McNeely.
Elle est alors l'une des premières artiste à aborder la question de l’avortement dans son œuvre majeur, Is it Real ? Yes it is! (1969).
En 1970, McNeely rejoint la Prince Street Gallery, un collectif d'artistes qui expose des artistes abstraits et figuratifs contemporains. Le collectif est fondé à SoHo en 1970, comme un prolongement de l'Alliance of Figurative Artists. McNeely expose régulièrement à la Prince Street Gallery dans les années 1970, ce qui lui donne la liberté artistique d'exprimer ses idées féministes et d'expérimenter ses thèmes de prédilection, dans une Amérique conservatrice au sujet de la liberté des femmes. Elle emménage également à Westbeth, une communauté d'artistes abordable du West Village, où elle vivra le reste de sa vie.
En 1975, McNeely est à nouveau diagnostiquée d'un cancer. Elle entreprend alors de se détacher de ses biens matériels et tente de trouver du sens dans une forme de légèreté face à l'existence, ce qui se reflète dans les couleurs claires et les figures isolées et simples que l'on retrouve dans son travail à cette période. La peinture Moving Through (1975) illustre cette étape particulière de la vie.
Après avoir divorcé de son premier mari, elle rencontre le sculpteur Jeremy Lebensohn, qu'elle épousera plus tard. De 1981 à 1982, ils vivent et voyagent pendant six mois en France, où McNeely subi un grave accident qui endommage sa moelle épinière et l'oblige à utiliser un fauteuil roulant. Ce handicap l'incite à peindre et à rendre selon ses mots « beau le laid et le terrible ».
Juanita McNeely continue à exposer jusqu'à la fin de sa vie, notamment lors d'une exposition personnelle à l'Université Brandeis. Son exposition, Indomitable Spirit, incarne pour la critique l’esprit et le courage nécessaire pour défier la misogynie et le patriarcat. McNeely milite également de 1990 à 1994 pour promouvoir l'accès au monde de l'art pour les artistes handicapés et leur visibilité,. Elle est jury pour une exposition organisée en l'honneur du 200e anniversaire de la pose de la première pierre angulaire de la Maison-Blanche à Washington.

### Décès
Juanita McNeely décède chez elle à Manhattan, le 18 octobre 2023, à l'âge de 87 ans,,.

## Implication dans le mouvement artistique féministe
En 1972, McNeely expose Woman's Psyche (1968) au First Open Show of Feminist Art, une exposition exclusivement féminine organisée par l'artiste féministe Marjorie Kramer. Elle rejoint également plusieurs groupes d'artistes féministes, notamment Women Artists in Revolution et les Redstockings. Juanita McNeely est aussi membre de la galerie coopérative SOHO 20 Gallery, entièrement féminine, où elle bénéficie d'une exposition monographique en 1980.
Juanita McNeely a été l'une des premières membres de Fight Censorship, un groupe de femmes artistes fondé en 1973 par l'artiste New Yorkaise Anita Steckel, qui explore la sexualité féminine et l'érotisme du point de vue des femmes,. Fight Censorship cherchait à changer une société considérée comme conservatrice qui interdisait aux artistes féministes l'accès à des emplois et à des expositions. Pour y parvenir, le collectif a donné des conférences et entrepris l'éducation du public sur l’art érotique et les effets négatifs de la censure.

## Thèmes

### Point de vue féminin et érotisme
La plupart des œuvres de Juanita McNeely sont centrées sur l’imagerie érotique du point de vue féminin. L'artiste fait le constat que le sexe est au cœur de la vie d'une femme, mais que les femmes ne sont pas autorisées à le commenter. Le succès de l'art érotique de McNeely peut être, selon certains critiques, démontré par les efforts déployés pour le censurer aux États-Unis dans les années 1970. Son art a été décrit comme illustrant la peur de la plupart des femmes face à « la vulnérabilité physique, incarnant toutes [leurs] fonctions sexuelles et leurs conséquences potentiellement dévastatrices ».

### Nu, violence et douleur
Le nu associé à la violence, à la douleur et au sang est un thème récurrent dans l’œuvre de Juanita McNeely. Son art jette un regard sombre sur les expériences sexuelles violentes et parfois sanglantes des femmes. Elle dialogue avec son public en utilisant le nu féminin comme agent actif.
Dans la peinture The Tearing, une femme à moitié squelettique accouche entourée de sang, insinuant que la naissance est aussi une mort. Cette image renvoie autant à la douleur et la mortalité possible lors de l'accouchement qu'aux avortements illégaux. Elle montre également la douleur et la violence de la maternité dans Delicate Balance (1970) en représentant une mère comme un corps psychiquement souffrant, contorsionné et saignant, en équilibre sur une corde raide.